# 1. državna odbojkarska liga
1. državna odbojkarska liga je najpomembnejše klubsko odbojkarsko tekmovanje v Republiki Sloveniji.

## Sezona 2006/2007
Moški:
- Autocommerce Bled
- Prvent Gradnje IGM
- Calcit Kamnik
- Salonit Anhovo
- Krka
- Marchiol Prvačina
- Fužinar Metal Ravne
- Galex Mir
- Astec Triglav
- Logatec